# Synchronous Data Link Control
SDLC (англ. Synchronous Data Link Control) — біт-орієнтований протокол управління синхронним каналом передачі даних. Розроблений IBM в середині 1970 рр. для системних мереж SNA, SDLC залишається основним протоколом канального рівня SNA для каналів глобальних мереж.
У порівнянні з синхронним, орієнтованим по символах (наприклад, Bisync фірми IBM) і синхронним, з організацією рахунку байтів (наприклад, Digital Data Communications Message Protocol) протоколами, біт-орієнтовані синхронні протоколи є більш ефективними і гнучкими, і дуже часто більш швидкодіючими.
Міжнародна Організація по Стандартизації (ISO) модифікувала SDLC з метою розробки протоколу HDLC. Згодом Міжнародний консультативний комітет з телеграфії і телефонії (CCITT) модифікував HDLC з метою створення «Процедури доступу до каналу» (LAP), а потім «Процедури доступу до каналу, збалансованої» (LAPB, Link Access Procedure, Balanced). IEEE модифікував HDLC, щоб розробити IEEE 802.2. Кожен з цих протоколів відіграє важливу роль у своїй галузі.

## Типи мережевих вузлів
SDLC ідентифікує два типи мережевих вузлів:
- Первинний

Управляє роботою інших станцій (званих вторинними). Первинний вузол опитує вторинні в заздалегідь заданому порядку. Після цього вторинні вузли можуть передавати, якщо у них є вихідні дані. Первинний вузол також встановлює канали і завершує їх роботу, і управляє каналом під час його функціонування .
- Вторинні

Управляються первинним вузлом. Вторинні вузли можуть тільки відсилати інформацію в первинний вузол, але не можуть робити цього без отримання дозволу від первинного вузла.

## Конфігурації
Первинні та вторинні вузли SDLC можуть бути з'єднані відповідно з наступними чотирма основними конфігураціями :
- Point-to-point (двоточкова).

Передбачає тільки два вузли : один первинний і один вторинний.
- Multipoint (багатоточкова).

Включає в себе один первинний і безліч вторинних вузлів.
- Loop (контур).

Передбачає топологію контуру, коли первинний вузол з'єднується з першим і останнім вторинними вузлами. Проміжні вторинні вузли, відповідаючи на запити первинного вузла, передають повідомлення один через одного.
- Hub go — ahead.

Передбачає наявність вхідного і вихідного каналів . Первинний вузол використовує вихідний канал для зв'язку з вторинними вузлами. Вторинні вузли використовують вхідний канал для зв'язку в первинним. Вхідний канал з'єднується з первинним вузлом через кожен вторинний за
гірляндною схемою.